# Efecto de fiesta de cóctel

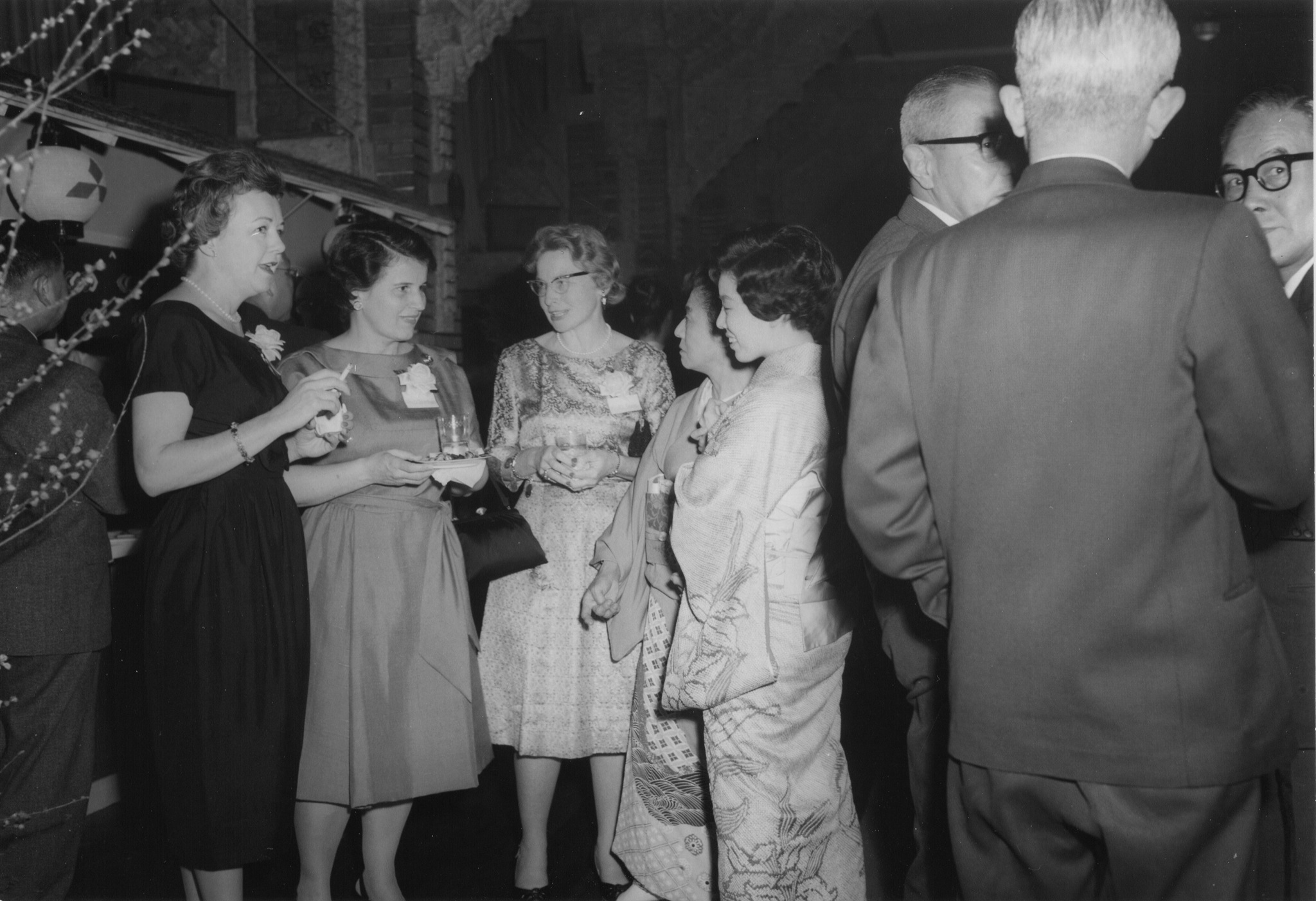
Fiesta de cócteles en el Hotel Imperial: 13 de marzo de 1961 (Tokio, Japón)

El efecto de fiesta de cóctel es el fenómeno de ser capaz de focalizar la atención auditiva en un estímulo particular mientras se filtra un rango mayor de estímulos, del mismo modo que una persona puede concentrarse en una sola conversación en medio de una sala ruidosa. Este efecto permite a la mayoría de las personas "sintonizar" una sola voz y "desconectar" el resto. También puede describir otro fenómeno similar que ocurre cuando uno detecta inmediatamente las palabras relevantes provenientes de un estímulo al que no se le presta atención, por ejemplo cuando uno escucha su nombre en otra conversación.

## Procesamiento binaural
El efecto de fiesta de cóctel funciona mejor como un efecto binaural, que requiere escuchar con ambos oídos. Las personas con un solo oído funcional parecen distraerse más por la intromisión de ruido que las personas con ambos oídos sanos.
El aspecto binaural del efecto de fiesta de cóctel está con la localización de fuentes de sonido. El sistema auditivo es capaz de localizar al menos dos fuentes sonoras y de asignarles simultáneamente las características correctas. Cuando el sistema auditivo localiza una fuente sonora puede extraer de inmediato las señales de su fuente sonora entre la mezcla de fuentes sonoras yuxtapuestas.

## Trabajos pioneros
A inicios de la década de 1950 buena parte de la investigación pionera se relacionó con los problemas que enfrentaban los controladores de tráfico aéreo. En aquel tiempo, los controladores recibían mensajes de los pilotos a través de altavoces en la torre de control. La escucha de voces de muchos pilotos entremezcladas en un solo altavoz hacía muy difícil la tarea de los controladores. El efecto fue definido por primera vez y bautizado como "el problema de fiesta de cóctel" por Colin Cherry en 1953.
Cherry dirigió experimentos de atención dirigida en donde los participantes escuchaban dos mensajes simultáneos en un solo altavoz y trataban de separarlos, más tarde esto fue denominado como test de escucha dicótica. (Para más detalles ver la sección Broadbent más abajo). Su trabajo revela que la capacidad de separar los sonidos del fondo sonoro tiene que ver con muchas variables, como el género del hablante, la dirección de donde proviene el sonido, la altura del tono, y la velocidad del habla.
Cherry desarrolló el test del ensombrecimiento para estudiar más a fondo cómo las personas atienden selectivamente a un solo mensaje en medio de otras voces y sonidos. En el test del ensombrecimiento los participantes usan unos audífonos especiales que reproducen un mensaje distinto para cada oreja. Se pide al participante repetir en voz alta el mensaje (llamado sombra) escuchado con un oído específico (llamado canal). Cherry descubrió que los participantes eran capaces de detectar su nombre en el canal al que no prestaban atención, el canal que no sombreaban. En 1959, Neville Moray realizó investigaciones posteriores con el test del ensombrecimiento de Cherry. Logró concluir que casi ninguno de los mensajes ignorados es capaz de penetrar el filtro de atención, excepto mensajes subjetivamente "importantes".

## Trabajo más reciente
La atención selectiva se presenta en todas las edades. Al inicio de la niñez, los bebés empiezan a mover sus cabezas hacia un sonido que les resulta familiar, como las voces de sus padres. Esto demuestra que los niños atienden selectivamente a los estímulos en su entorno. Además, los estudios de atención selectiva indican que los infantes dan preferencia al habla infantil por encima del discurso en un tono adulto.  Esta preferencia indica que los niños pueden reconocer cambios físicos en el tono del habla. Aun así, la exactitud para notar las diferencias físicas, como el tono, en medio del ruido de fondo mejora con el tiempo.  La capacidad de filtrar los estímulos ignorados alcanza su plenitud en la adolescencia. En referencia al fenómeno de fiesta de cóctel, los adultos mayores tardan más tiempo que los adultos jóvenes para concentrarse en una conversación, si el fondo sonoro se compone de mensajes "subjetivamente" importantes.
Algunos ejemplos de mensajes que captan la atención de las personas incluyen nombres personales y palabras tabú. La capacidad de prestar atención selectiva al nombre propio se ha encontrado en niños de 5 meses de edad y al parecer se desarrolla plenamente a los 13 meses.  Junto con múltiples expertos en el campo, Anne Treisman sostiene que las personas están permanentemente listas para palabras significativas, como nombres, y teoriza que requieren menos información perceptual para ser identificadas.  Otro estímulo que logra algún nivel de procesamiento semántico en el canal ignorado son las palabras tabú.  Estas palabras a menudo contienen material sexualmente explícito que, en algunas personas, detonan un sistema de alerta que conlleva un menor desempeño en las tareas de ensombrecimiento. Las palabras tabú no afectan la atención selectiva de los niños, sino hasta que desarrollan un vocabulario sólido acompañado de un entendimiento de la lengua.
Se han aplicado también técnicas modernas de la neurociencia al estudio del efecto de la fiesta de cóctel. Algunos ejemplos notables de investigadores en esta área incluyen a Edward Chang, Nima Mesgarani, y Charles Schroeder usando electrocorticografía; Jonathan Simon, Mounya Elhilali, Adrian KC Lee, Shihab Shamma, Barbara Shinn-Cunningham y Jyrki Ahveninen en el uso de magnetoencefalografía; Jyrki Ahveninen, Edward Lalor, and Barbara Shinn-Cunningham en el uso de la electroencefalografía y Jyrki Ahveninen y Lee M. Miller en el uso de imagen por resonancia magnética funcional

## Modelos de atención
No toda la información que se nos presenta puede ser procesada. En teoría, la selección de aquello a lo que se le presta atención puede ser o no aleatoria. Por ejemplo, al conducir, los conductores pueden enfocarse en las luces de tránsito más que en otros estímulos presentes en la escena. En tales casos es obligatorio seleccionar qué porción de los estímulos presentados es importante. Una pregunta básica en la psicología es acerca de cuándo ocurre esta selección. Este tema se ha desarrollado en la controversia de selección temprana contra la selección tardía. La base de esta controversia se puede encontrar en los experimentos de escucha dicótica de Cherry. Los participantes eran capaces de notar cambios físicos, como la cambios de tono o cambio en el género del hablante, y estímulos, como su propio nombre, en el canal no atendido. Esto alzó la interrogante sobre si el significado, la semántica del mensaje es procesado antes de la selección. En una modelo de selección temprana, se procesa muy poca información antes de que ocurra la selección. En los modelos de selección tardía, se procesa más información, como la semántica, antes de que ocurra la selección.

### Broadbent
Parte de los trabajos más tempranos en la exploración de atención selectiva temprana fue hecha por Donald Broadbent, quien propuso una teoría que sería conocida después como el modelo de filtro. Este modelo se estableció usando la tarea de escucha dicótica. Su investigación demostró que la mayoría de los participantes podían recordar con precisión la información a la que le pudieron atención activamente, pero eran mucho menos precisos para recordar la información a la que no le pusieron atención. Esto llevó a Broadbent a la conclusión de que debe haber un mecanismo de "filtro" en el cerebro que podría bloquear la información a la que selectivamente no se le ponía atención. En el modelo de filtro, la hipótesis es como sigue: a medida que la información entra al cerebro a través de los órganos sensoriales (en este caso, las orejas), se almacena en la memoria sensorial, un sistema de memoria "buffer" que almacena la información entrante lo suficiente para poder ponerle atención. Antes de que la información se procese más, el mecanismo de filtro solo permite el paso de la información a la que se le puso atención. La atención seleccionada pasa entonces a la memoria de trabajo, el conjunto de mecanismos sobre los cuales descansa la memoria de corto plazo y se comunica con la memoria de largo plazo. En este modelo, la información auditiva puede ser atendida selectivamente de acuerdo a sus características físicas, tales como localización y volumen. Otros sugieren que la información puede ser atendida de acuerdo a características Gestalt, incluyendo la continuidad y el cierre.  Para Broadbent, esto explica el mecanismo por el cual la gente puede escoger atender a una sola fuente de información a un tiempo a la vez que se excluyen otras. Sin embargo, el modelo de Broadbent no explica la observación de cómo las palabras de importancia semántica, como por ejemplo el nombre de uno mismo, pueden ser atendidos instantáneamente a pesar de estar en un canal no atendido.
Poco después de los experimentos de Broadbent, los graduados de Oxford Gray y Wedderburn repitieron las tareas de escucha dicótica, alternadas con palabras monosilábicas que podrían formar frases significativas, excepto que las palabras estaban divididas entre las orejas. Por ejemplo las palabras en inglés "Dear, one, Jane," (en inglés, querida, uno, Jane) fueron presentadas a veces en secuencia al oído derecho, mientras que las palabras "three, Aunt, six," (en inglés, tres, tía, seis) fueron presentadas en una secuencia simultánea y en competencia al oído izquierdo. Los participantes podían recordar con más facilidad las palabras "Dear Aunt Jane" (querida tía Jane)que los números; también podían recordar con más facilidad las palabras en el orden de la frase que los números en el orden en que fueron presentados. Este descubrimiento va en contra de la teoría de Broadbent de la filtración completa porque el mecanismo de filtro no habría tenido tiempo de cambiar entre canales. Esto sugiere que el significado puede ser procesado primero.

### Treisman
En una adición posterior a su teoría existente de atención selectiva, Anne Treisman desarrolló el modelo de atenuación. En este modelo, la información, al ser procesada a través de un mecanismo de filtro, no es bloqueada por completo como sugiere Broadbent. En lugar de ello, la información se debilita (se atenúa), permitiéndole pasar a través de todos los estados del procesamiento a nivel inconsciente. Treisman también sugirió un mecanismo de umbral en el que algunas palabras, basándose en su importancia semántica, pueden atrapar la atención de una persona desde el torrente de información no atendida. De acuerdo a Treisman, el nombre de uno mismo tiene un valor umbral bajo (es decir, tiene un alto nivel de significado) y por lo tanto es reconocido más fácilmente. El mismo principio se aplica a palabras como fuego, dirigiendo nuestra atención a situaciones que pueden requerirla inmediatamente. La única forma en que esto puede ocurrir, según Treisman, es si la información está siendo procesada continuamente en el torrente no atendido.

### Deutsch & Deutsch
Diana Deutsch, conocida por su trabajo en percepción musical e ilusiones auditivas, también ha hecho contribuciones importantes a los modelos de atención. Para explicar con mayor detalle cómo las palabras pueden ser atendidas basándose en su importancia semántica, Deutsch y Deutsch y Norman propusieron un modelo de atención que incluye un segundo mecanismo de selección basado en el significado. En lo que fue conocido después como el modelo Deutsch-Norman, la información en el torrente no atendido no se procesa completamente hacia la memoria de trabajo, como implica el modelo de Treisman. En su lugar, la información en el torrente no atendido pasa a través de un filtro secundario después del reconocimiento de patrones. Si se reconoce la información no atendida y se determina sin importancia por el segundo filtro, no entra a la memoria de trabajo. De esta forma, solo la información inmediatamente importante del canal no atendido puede pasar a la conciencia.

### Kahneman
Daniel Kahneman también propuso un modelo de atención, pero difiere de los modelos previos porque describe la atención, no en términos de selección, sino en términos de capacidad. Para Kahneman, la atención es un recurso que debe ser distribuido entre varios estímulos, una propuesta que ha recibido algo de soporte. Este modelo no describe cuándo se enfoca la atención, sino cómo se enfoca. Según Kahneman, la atención se determina generalmente por la excitación; un estado general de actividad psicológica. La Ley de Yerkes-Dodson predice que la excitación será óptima a niveles moderados - el desempeño será pobre cuando una persona está sobre- o sub-excitada.
Por su parte, Narayan et al. descubrieron que la habilidad de discriminar entre estímulos auditivos tiende a disminuir cuando los ruidos de fondo son muy numerosos y complejos - esto es evidencia del efecto negativo de la sobreexcitación en la atención. Por lo tanto, la excitación determina nuestra capacidad disponible de atención. Entonces, una política de distribución actúa para distribuir la atención disponible entre un número de actividades posibles. Aquellas que se determinan más importantes por dicha política tendrán más atención enfocada a ellas. La política de distribución está afectada por disposiciones perdurables (influencias automáticas en la atención) e intenciones momentáneas (una decisión consciente de atender algo). Las intenciones momentáneas que requieren una dirección enfocada de atención usan sustancialmente más recursos de atención que las disposiciones perdurables.
Adicionalmente, hay una evaluación constante de las demandas particulares de ciertas actividades sobre la capacidad de atención. Es decir, las actividades que son particularmente pesadas en la demanda de recursos de atención bajarán la capacidad de atención y tendrán influencia en la política de distribución - en este caso, si una actividad drena mucha capacidad, la política de distribución dejará de dirigir recursos a dicha actividad momentáneamente y en su lugar se enfocará en actividades con menor demanda. El modelo de Kahneman explica el fenómeno de la fiesta de cóctel en tanto que las intenciones momentáneas pueden permitirle a uno enfocarse expresamente en un estímulo auditivo, pero que las disposiciones perdurables (que pueden incluir nuevos eventos, y quizá palabras de importancia semántica particular) pueden atrapar la atención. Es importante notar que el modelo de Kahneman no necesariamente contradice a los modelos de selección, y puede por lo tanto usarse como complemento a ellos.

### Bettocchi
La perceacción auditivofonadora o autoconciencia auditiva es el mecanismo que se desarrolla desde niños y nos permite hablar, convirtiendo cualquier estímulo verbal en esquemas fonético motores. Cuando estamos en una reunión social podemos escuchar muchas conversaciones a la vez, pero podemos comprender solo una, la que nos parece más interesante en el momento. 
En 1953, Cherry efectuó otro experimento, registró en una cinta electromagnética dos mensajes independientes y se los hizo escuchar simultáneamente a los sujetos, uno en cada oído y con la misma intensidad sonora. Él les había previamente indicado cual era el mensaje al que debían prestar atención. Y para asegurarse que obedecieron la indicación los invitó a repetir ambos mensajes presentados. Este procedimiento se denomina Shadowing (Enmascaramiento). Los sujetos lo lograron fácilmente, pero ignoraron cuasi completamente la presencia del mensaje secundario: no lograron identificar las palabras repetidas también docenas de veces y no lograron tampoco reconocer si el mensaje había sido pronunciado en inglés o no. Lograron solo reconocer si la voz que hablaba era de hombre o mujer.
Las explicaciones de la época de estos resultados están superadas por la Teoría de la Perceacción que postula que solo la información que es utilizada para hablar es percibida, la otra no. Se ha procesado solo el aspecto emotivo de la voz (o sea si es hombre o mujer) porque esta perceacción auditivomotora no interfiere con la otra perceacción auditivofonadora o sea la tarea de repetir la frase dicha. Es una prueba a favor de la hipótesis de que el hombre es fundamentalmente un re articulador del lenguaje que percibe de la observación cotidiana. 
Así como podemos escuchar un solo discurso a la vez, aislado entre tantos (perceacción auditivofonadora) como pasa en el fenómeno del cocktail party acústico, de la misma manera podemos leer una sola palabra a la vez aislándola entre tantas (perceacción visuofonadora) una especie de cóctel party visual.
Este fenómeno lo puedes comprobar ahora mismo mientras estás leyendo estas palabras, todo el resto de la hoja está fuera de tu campo de perceacción. Así como el resto del campo visual alrededor tuyo. Si ahora subes tus ojos y miras alrededor podrás perceacionar el resto del ambiente pasando de una perceacción visofonadora a una perceacción visofomotora.

## Correlaciones visuales
Algunas investigaciones han demostrado que el efecto de fiesta de cóctel puede no ser simplemente un fenómeno auditivo, y que efectos relevantes también pueden ser obtenidos al probar información visual. Por ejemplo, Shapiro et al. fueron capaces de demostrar un "efecto del nombre propio" con tareas visuales, en la que los sujetos fueron capaces de reconocer sus propios nombres cuando se presentaban como un estímulo no atendido. Ellos adoptaron una posición de acuerdo con los modelos de selección tardía como los modelos de atención de Treisman o Deutsch-Normal, sugiriendo que la selección temprana no explica dicho fenómeno. Los mecanismos por los cuales este efecto podría ocurrir no fueron explicados.